# Philippe de Broca
Philippe de Broca (ur. 15 marca 1933 w Paryżu, zm. 26 listopada 2004 w Neuilly-sur-Seine koło Paryża) – francuski reżyser, scenarzysta i aktor. Znany głównie jako twórca popularnych filmów kostiumowych, przygodowych i komedii.
Jego najważniejsze filmy to: 
- Igraszki miłosne (1960, Les jeux de l'amour)
- Cartouche-zbójca (1961, Cartouche),
- Pięciodniowy kochanek (1961, L'amant de cinq jours),
- Człowiek z Rio (1964, tytuł oryginalny L'homme de Rio),
- Droga Luiza (1972, Chère Louise),
- Komisarz w spódnicy (1977, tytuł oryg. Tendre Poulet),
- Cyganka (1986, La Gitane),
- Szuani! (1988, Chouans!),
- Na ostrzu szpady (1997, tytuł oryg. Le bossu).

W jego filmach grali tacy aktorzy jak: Jean-Paul Belmondo, Yves Montand, Catherine Deneuve czy Jean Rochefort. Ostatni film w reżyserii Philippe de Broca, Żmija w garści (Vipère au poing), trafił do francuskich kin 6 października 2004.